# 德罗
德罗（義大利語：Dro），是意大利特伦托自治省的一个市镇。总面积27平方公里，人口4330人，人口密度160.4人/平方公里（2009年）。ISTAT代码为022079。